# Rana in fabula
 Rana in fabula  лат. (изговор: рана ин фабула). Жаба у причи.

## Поријекло изреке
Басна каже, како се жаба , видјевши вола колико је велики, надувала. Ипак се, на крају, само распукла.

## Тумачење
Све према могућностима.

### Пренесени смисао
Човјек који хоће што не може.

### Класно значење
Приказана карикатура инсистира како се сталежи не смију мијешати ни по коју цијену. (Раднику не вриједи да се надувава. Његов квалитет  не дозвољава да постане капиталиста).